# Przemysław Frankowski (piłkarz)
Przemysław Adam Frankowski (ur. 12 kwietnia 1995 w Gdańsku) – polski piłkarz, występujący na pozycji pomocnika we francuskim klubie Stade Rennais, reprezentant Polski.

## Kariera klubowa

### Lechia Gdańsk
Frankowski swoją piłkarską karierę rozpoczynał w Lechii Gdańsk, gdzie występował w zespołach juniorskich i młodzieżowych. W drugiej połowie sezonu 2010/11 włączony został do składu drużyny Młodej Ekstraklasy. Rok później rozpoczął także grę w trzecioligowym zespole rezerw, dla którego pierwszą bramkę zdobył 6 października 2012 w zremisowanym 2:2 meczu ligowym z Pogonią II Szczecin.
Pod koniec października 2012 Frankowski został zgłoszony do rozgrywek Ekstraklasy, a następnie znalazł się w kadrze pierwszego zespołu powołanej przez ówczesnego menadżera Bogusława Kaczmarka na ligowy mecz z Podbeskidziem Bielsko-Biała. 14 kwietnia 2013, dwa dni po swoich osiemnastych urodzinach, Frankowski oficjalnie zadebiutował w barwach Lechii. Stało się to podczas przegranego 2:3 spotkania ligowego przeciwko Jagiellonii Białystok, gdy w 76. minucie zastąpił na boisku Adama Dudę. 27 kwietnia podczas meczu z Podbeskidziem Bielsko-Biała pojawił się na murawie w 58. minucie, a 19 minut później zaliczył swoje premierowe trafienie w barwach klubu, które było jednocześnie 150. bramką od czasu powrotu Lechii do najwyżej klasy rozgrywkowej. W głosowaniu kibiców na stronie internetowej klubu został także wybrany najlepszym zawodnikiem tego meczu. Ponownie wygrał ten plebiscyt po spotkaniu z Górnikiem Zabrze.
18 czerwca 2013 podpisał trzyletni kontrakt z Lechią. Przed sezonem 2013/14 zmienił także numer na koszulce i zdecydował się grać z dziesiątką. 24 września 2013 w 57. minucie spotkania z Wisłą Kraków został ukarany czerwoną kartką za faul na Wildzie Donaldzie Guerrierze.

### Jagiellonia Białystok
1 sierpnia 2014 podpisał kontrakt z Jagiellonią Białystok. Przyjął numer 21 po długoletnim napastniku białostockiego klubu, Tomaszu Frankowskim.
W rozgrywkach pucharowych UEFA zadebiutował 9 lipca 2015 w wygranym (8-0) meczu Jagiellonii z Kruoja Pokroje, zmieniając w 62. minucie Piotra Grzelczaka. Zdobył klasycznego hat-tricka, strzelając bramki w 64., 75. i 80. minucie. Zaliczył występy w barwach Jagiellonii przeciwko Omonii Nikozja.

### Chicago Fire
22 stycznia 2019 podpisał kontrakt z Chicago Fire, amerykańskim klubem występującym w MLS. Swoją debiutancką bramkę w nowych barwach zdobył 9 maja 2019 na stadionie SeatGeek Stadium (Chicago, Illinois) w wygranym 5:0 meczu ligowym z New England Revolution.

### RC Lens
5 sierpnia 2021 podpisał kontrakt z francuskim RC Lens. Pierwszą bramkę dla klubu zdobył 18 września w meczu z Lille OSC.

### Galatasaray SK
10 lutego 2025 został wypożyczony na pół roku do Galatasaray SK .

### Stade Rennais
5 sierpnia 2025 został wypożyczony do końca sezonu do Stade Rennais .

## Kariera reprezentacyjna

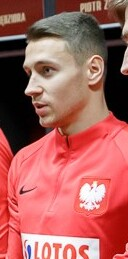
Frankowski w 2019 jako piłkarz reprezentacji Polski

Na początku maja 2013 Frankowski otrzymał powołanie do reprezentacji Polski U-18. Zadebiutował w niej 8 maja podczas towarzyskiego spotkania z Białorusią.
W lipcu 2013 Frankowski został po raz pierwszy powołany do reprezentacji Polski U-19. W ramach zgrupowania wystąpił w towarzyskim dwumeczu z Gruzją. W pierwszym spotkaniu pojawił się na boisku na początku drugiej połowy, zmieniając Adriana Cierpkę, w drugim zaś wyszedł w podstawowym składzie i w 65. minucie został zmieniony przez Mateusza Żebrowskiego. We wrześniu wystąpił w pełnym wymiarze czasu w towarzyskim meczu ze Słowacją.
Wiosną 2018 otrzymał powołanie do seniorskiej reprezentacji Polski. W kadrze zadebiutował 23 marca 2018 w sparingu z Nigerią, grając na boisku przez 85 minut. Znalazł się również w szerokiej kadrze na Mistrzostwa Świata 2018 w Rosji, jednak ostatecznie nie otrzymał powołania od selekcjonera Adama Nawałki. 13 października 2019 w meczu z Macedonią Północną po minucie spędzonej na boisku zdobył debiutancką bramkę w reprezentacji, asystował Robert Lewandowski.

## Statystyki

### Klubowe
(aktualne na koniec sezonu 2022/2023)
| Klub                     | Sezon              | Liga               | Liga  | Liga   | Puchar kraju | Puchar kraju | Europa | Europa | Suma  | Suma   |
| Klub                     | Sezon              | Liga               | Mecze | Bramki | Mecze        | Bramki       | Mecze  | Bramki | Mecze | Bramki |
| ------------------------ | ------------------ | ------------------ | ----- | ------ | ------------ | ------------ | ------ | ------ | ----- | ------ |
| Lechia II Gdańsk         | 2011/2012          | III liga           | 2     | 0      | 0            | 0            | –      | –      | 2     | 0      |
| Lechia II Gdańsk         | 2012/2013          | III liga           | 8     | 1      |              | 0            | –      | –      | 8     | 1      |
| Lechia II Gdańsk         | 2013/2014          | III liga           | 1     | 0      | 0            | 0            | –      | –      | 1     | 0      |
| Lechia Gdańsk            | 2012/2013          | Ekstraklasa        | 8     | 1      | 0            | 0            | –      | –      | 8     | 1      |
| Lechia Gdańsk            | 2013/2014          | Ekstraklasa        | 33    | 1      | 3            | 1            | –      | –      | 36    | 2      |
| Jagiellonia II Białystok | 2014/2015          | III liga           | 1     | 0      | 0            | 0            | –      | –      | 1     | 0      |
| Jagiellonia II Białystok | 2015/2016          | III liga           | 1     | 2      | 0            | 0            | –      | –      | 1     | 2      |
| Jagiellonia Białystok    | 2014/2015          | Ekstraklasa        | 28    | 3      | 2            | 0            | –      | –      | 30    | 3      |
| Jagiellonia Białystok    | 2015/2016          | Ekstraklasa        | 31    | 6      | 2            | 1            | 3      | 3      | 36    | 10     |
| Jagiellonia Białystok    | 2016/2017          | Ekstraklasa        | 35    | 8      | 1            | 0            | –      | –      | 36    | 8      |
| Jagiellonia Białystok    | 2017/2018          | Ekstraklasa        | 31    | 4      | 0            | 0            | –      | –      | 31    | 4      |
| Jagiellonia Białystok    | 2018/2019          | Ekstraklasa        | 15    | 3      | 3            | 0            | 4      | 0      | 22    | 3      |
| Chicago Fire             | 2019               | MLS                | 31    | 5      | –            | –            | 1      | 0      | 32    | 5      |
| Chicago Fire             | 2020               | MLS                | 18    | 3      | –            | –            | –      | –      | 19    | 3      |
| Chicago Fire             | 2021               | MLS                | 13    | 2      | –            | –            | –      | –      | 13    | 2      |
| RC Lens                  | 2021/2022          | Ligue 1            | 37    | 6      | 3            | 0            | –      | –      | 40    | 6      |
| RC Lens                  | 2022/2023          | Ligue 1            | 37    | 5      | 2            | 0            | –      | –      | 39    | 5      |
| Ogólnie w karierze       | Ogólnie w karierze | Ogólnie w karierze | 318   | 47     | 14           | 2            | 8      | 3      | 340   | 51     |

### Reprezentacyjne
(aktualne na dzień 6 czerwca 2025)
| Reprezentacja | Rok     | Mecze | Bramki |
| ------------- | ------- | ----- | ------ |
| Polska        |         |       |        |
| 2018          | 4       | 0     |        |
| 2019          | 6       | 1     |        |
| 2021          | 12      | 0     |        |
| 2022          | 8       | 0     |        |
| 2023          | 8       | 1     |        |
| 2024          | 9       | 1     |        |
| 2025          | 3       | 0     |        |
| Ogólnie       | Ogólnie | 50    | 3      |

| Mecze i gole w reprezentacji | Mecze i gole w reprezentacji | Mecze i gole w reprezentacji | Mecze i gole w reprezentacji | Mecze i gole w reprezentacji | Mecze i gole w reprezentacji | Mecze i gole w reprezentacji |
| Lp.                          | Data                         | Miasto                       | Przeciwnik                   | Gol                          | Wynik                        | Rozgrywki                    |
| ---------------------------- | ---------------------------- | ---------------------------- | ---------------------------- | ---------------------------- | ---------------------------- | ---------------------------- |
| 1.                           | 23.03.2018                   | Wrocław                      | Nigeria                      |                              | 0:1                          | towarzyski                   |
| 2.                           | 11.09.2018                   | Wrocław                      | Irlandia                     |                              | 1:1                          | towarzyski                   |
| 3.                           | 15.11.2018                   | Gdańsk                       | Czechy                       |                              | 0:1                          | towarzyski                   |
| 4.                           | 20.11.2018                   | Guimarães                    | Portugalia                   |                              | 1:1                          | LN 2018/2019                 |
| 5.                           | 21.03.2019                   | Wiedeń                       | Austria                      |                              | 1:0                          | el. ME 2020                  |
| 6.                           | 24.03.2019                   | Warszawa                     | Łotwa                        |                              | 2:0                          | el. ME 2020                  |
| 7.                           | 07.06.2019                   | Skopje                       | Macedonia Północna           |                              | 1:0                          | el. ME 2020                  |
| 8.                           | 10.10.2019                   | Ryga                         | Łotwa                        |                              | 3:0                          | el. ME 2020                  |
| 9.                           | 13.10.2019                   | Warszawa                     | Macedonia Północna           | Gol                          | 2:0                          | el. ME 2020                  |
| 10.                          | 16.11.2019                   | Jerozolima                   | Izrael                       |                              | 2:1                          | el. ME 2020                  |
| 11.                          | 01.06.2021                   | Wrocław                      | Rosja                        |                              | 1:1                          | towarzyski                   |
| 12.                          | 08.06.2021                   | Poznań                       | Islandia                     |                              | 2:2                          | towarzyski                   |
| 13.                          | 14.06.2021                   | Petersburg                   | Słowacja                     |                              | 1:2                          | ME 2020                      |
| 14.                          | 19.06.2021                   | Sewilla                      | Hiszpania                    |                              | 1:1                          | ME 2020                      |
| 15.                          | 23.06.2021                   | Petersburg                   | Szwecja                      |                              | 2:3                          | ME 2020                      |
| 16.                          | 02.09.2021                   | Warszawa                     | Albania                      |                              | 4:1                          | el. MŚ 2022                  |
| 17.                          | 05.09.2021                   | Serravalle                   | San Marino                   |                              | 7:1                          | el. MŚ 2022                  |
| 18.                          | 08.09.2021                   | Warszawa                     | Anglia                       |                              | 1:1                          | el. MŚ 2022                  |
| 19.                          | 09.10.2021                   | Warszawa                     | San Marino                   |                              | 5:0                          | el. MŚ 2022                  |
| 20.                          | 12.10.2021                   | Tirana                       | Albania                      |                              | 1:0                          | el. MŚ 2022                  |
| 21.                          | 12.11.2021                   | Andora                       | Andora                       |                              | 4:1                          | el. MŚ 2022                  |
| 22.                          | 15.11.2021                   | Warszawa                     | Węgry                        |                              | 1:2                          | el. MŚ 2022                  |
| 23.                          | 11.06.2022                   | Rotterdam                    | Holandia                     |                              | 2:2                          | LN 2022/2023                 |
| 24.                          | 14.06.2022                   | Warszawa                     | Belgia                       |                              | 0:1                          | LN 2022/2023                 |
| 25                           | 22.09.2022                   | Warszawa                     | Holandia                     |                              | 0:2                          | LN 2022/2023                 |
| 26.                          | 16.11.2022                   | Warszawa                     | Chile                        |                              | 1:0                          | towarzyski                   |
| 27.                          | 22.11.2022                   | Doha                         | Meksyk                       |                              | 0:0                          | MŚ 2022                      |
| 28.                          | 26.11.2022                   | Ar-Rajjan                    | Arabia Saudyjska             |                              | 2:0                          | MŚ 2022                      |
| 29.                          | 30.11.2022                   | Doha                         | Argentyna                    |                              | 0:2                          | MŚ 2022                      |
| 30.                          | 04.12.2022                   | Doha                         | Francja                      |                              | 1:3                          | MŚ 2022                      |
| 31.                          | 24.03.2023                   | Praga                        | Czechy                       |                              | 1:3                          | el. ME 2024                  |
| 32.                          | 27.03.2023                   | Warszawa                     | Albania                      |                              | 1:0                          | el. ME 2024                  |
| 33.                          | 16.06.2023                   | Warszawa                     | Niemcy                       |                              | 1:0                          | towarzyski                   |
| 34.                          | 20.06.2023                   | Kiszyniów                    | Mołdawia                     |                              | 2:3                          | el. ME 2024                  |
| 35.                          | 12.10.2023                   | Thorshavn                    | Wyspy Owcze                  |                              | 2:0                          | el. ME 2024                  |
| 36.                          | 15.10.2023                   | Warszawa                     | Mołdawia                     |                              | 1:1                          | el. ME 2024                  |
| 37.                          | 17.11.2023                   | Warszawa                     | Czechy                       |                              | 1:1                          | el. ME 2024                  |
| 38.                          | 21.11.2023                   | Warszawa                     | Łotwa                        | Gol                          | 2:0                          | towarzyski                   |
| 39                           | 21.03.2024                   | Warszawa                     | Estonia                      | Gol                          | 5:1                          | el. ME 2024 Baraże półfinał  |
| 40.                          | 26.03.2024                   | Cardiff                      | Walia                        |                              | 0:0 (k. 5:4)                 | el. ME 2024 Baraże finał     |
| 41.                          | 10.06.2024                   | Warszawa                     | Turcja                       |                              | 2:1                          | towarzyski                   |
| 42.                          | 16.06.2024                   | Hamburg                      | Holandia                     |                              | 1:2                          | ME 2024                      |
| 43.                          | 21.06.2024                   | Berlin                       | Austria                      |                              | 1:3                          | ME 2024                      |
| 44.                          | 25.06.2024                   | Dortmund                     | Francja                      |                              | 1:1                          | ME 2024                      |
| 45.                          | 05.09.2024                   | Glasgow                      | Szkocja                      |                              | 3:2                          | LN 2024/2025                 |
| 46.                          | 08.09.2024                   | Osijek                       | Chorwacja                    |                              | 0:1                          | LN 2024/2025                 |
| 47.                          | 12.10.2024                   | Warszawa                     | Portugalia                   |                              | 1:3                          | LN 2024/2025                 |
| 48.                          | 21.03.2025                   | Warszawa                     | Litwa                        |                              | 1:0                          | el. MŚ 2026                  |
| 49.                          | 24.03.2025                   | Warszawa                     | Malta                        |                              | 2:0                          | el. MŚ 2026                  |
| 50.                          | 06.06.2025                   | Chorzów                      | Mołdawia                     |                              | 2:0                          | towarzyski                   |

## Sukcesy

### Galatasaray SK
- Mistrzostwo Turcji: 2024/2025[31]